# Среднекибечское сельское поселение
Среднекибечское се́льское поселе́ние — муниципальное образование в Канашском районе Чувашии Российской Федерации.
Административный центр — деревня Средние Кибечи.

## История
Статус и границы сельского поселения установлены Законом Чувашской Республики от 24 ноября 2004 года № 37 «Об установлении границ муниципальных образований Чувашской Республики и наделении их статусом городского, сельского поселения, муниципального района и городского округа»

## Население
| 2010  | 2012  | 2013  | 2014  | 2015  | 2016  | 2017  |
| ----- | ----- | ----- | ----- | ----- | ----- | ----- |
| 2065  | ↘1970 | ↘1899 | ↘1841 | ↗1846 | ↘1795 | ↘1784 |
| 2018  | 2019  | 2020  | 2021  |       |       |       |
| ↘1764 | ↘1686 | ↘1654 | →1654 |       |       |       |

## Состав сельского поселения
| №  | Населённый пункт    | Тип населённого пункта          | Население |
| -- | ------------------- | ------------------------------- | --------- |
| 1  | Верхнее Девлизерово | деревня                         | →210      |
| 2  | Высоковка Вторая    | село                            | →24       |
| 3  | Высоковка Первая    | село                            | →19       |
| 4  | Задние Яндоуши      | деревня                         | →218      |
| 5  | Кибечи              | разъезд                         | →2        |
| 6  | Нижнее Девлизерово  | деревня                         | →171      |
| 7  | Нижние Кибечи       | деревня                         | →347      |
| 8  | Передние Яндоуши    | деревня                         | →209      |
| 9  | Средние Кибечи      | деревня, административный центр | →286      |
| 10 | Тюлькой             | деревня                         | →55       |
| 11 | Челкумаги           | деревня                         | ↘523      |